# Scienza politica

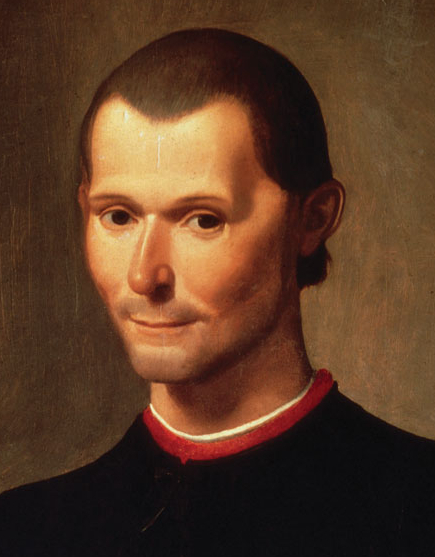
Niccolò Machiavelli, uno dei padri del pensiero politico moderno

La scienza politica, scienza empirica della politica o scienza della politica o politologia è, in senso stretto, una scienza sociale che studia il fenomeno politico attraverso la metodologia delle scienze empiriche.

## Storia

### Età antica e moderna
Lo studio della politica, originato dalle prime ricerche aristoteliche, si è sviluppato in Europa in epoca moderna attraverso l'opera di Machiavelli, Guicciardini, Hobbes, Locke, Kant, Montesquieu, ed altri; fino ad arrivare, in tempi più recenti, alle riflessioni storicistiche di Hegel, Comte e Marx.
La nascita della scienza politica contemporanea, o Nuova Scienza Politica, ha luogo alla fine dell'Ottocento: convenzionalmente, essa viene fatta risalire alla pubblicazione degli Elementi di scienza politica di Gaetano Mosca (1896).
In questi anni, la disciplina prende una fisionomia autonoma, distinguendosi dalla sociologia (sociologi come Comte e Durkheim sostenevano che la scienza della politica fosse solo uno degli ambiti di indagine della sociologia) e dal diritto pubblico. Solo nel corso del Novecento, in paesi come Italia e Francia, la scienza politica sarebbe divenuta una materia universitaria a tutti gli effetti, con insegnamenti attivati in tutti i principali atenei.

### Nel XX secolo alla seconda guerra mondiale
La nascita della scienza politica contemporanea coincide, non casualmente, con mutamenti socio-economici profondi causati dai processi di industrializzazione e democratizzazione in atto in buona parte del mondo occidentale. Infatti (in particolare con i movimenti nazionalisti e socialisti) era venuta meno l'identificazione politica=stato che aveva caratterizzato la scienza politica dei secoli precedenti. Con la nascita della cosiddetta società politica, si rendeva pertanto necessario un nuovo tipo di indagine. La scienza politica dei primi decenni del Novecento (che ha il proprio fulcro nell'Europa occidentale, fra Italia e Germania in particolare) è così caratterizzata dall'attività di illustri pensatori comunemente designati come Elitisti. Essi partono dal presupposto che lo stato non è un'entità monolitica, ma il luogo di confronto fra diverse élite che competono per il potere.
L'italiano Gaetano Mosca conia la locuzione "classe politica", per indicare appunto la minoranza organizzata che detiene il potere in qualsiasi società. L'italiano Vilfredo Pareto, professore a Losanna, studia la formazione, la circolazione, l'estinzione e il rinnovamento delle élite. Il tedesco, naturalizzato italiano, Robert Michels applica poi la concezione elitista anche ai partiti politici, con la sua Legge ferrea dell'oligarchia. Il più illustre pensatore politico di questo periodo è tuttavia un altro tedesco, Max Weber, il quale si impegna per decenni in uno studio sistematico del potere, creando categorie e definizioni ancora oggi utilizzate dagli scienziati politici.
Negli Stati Uniti, lo studio scientifico sistematico dei fenomeni politici ha inizio negli anni '20 e '30 con la scuola di Chicago, fra i cui principali esponenti si annoverano Charles Merriam e Harold Lasswell. La grande innovazione rappresentata da questa scuola consiste in una metodologia rigorosa che ricorre ad un approccio empirico (e non più al metodo storico) per dimostrare le proprie teorie. In particolare, nel campo della psicologia politica vengono approntate tecniche di intervista su larga scala, oltre all'uso di gruppi di controllo, e di tecniche statistiche di analisi dei dati.

### Dal secondo dopoguerra ad oggi
A partire dal secondo dopoguerra, il centro della riflessione politologica si sposta sempre di più verso gli Stati Uniti e, in misura minore, il Regno Unito. Dal punto di vista dei filoni di studio, la scienza politica si caratterizza sempre più come una disciplina multiparadigmatica (in cui, cioè, convivono diverse visioni del mondo, che corrispondono anche a differenti programmi di ricerca e metodologie, difficilmente conciliabili tra loro). Innanzitutto, gli anni immediatamente precedenti e successivi al secondo conflitto mondiale vedono una notevole diffusione, a partire dagli USA, del comportamentismo. Uno dei politologi più famosi in questo periodo è senz'altro l'americano Henry Kissinger.
In età contemporanea si concentra sui rami dell'analisi istituzionale e politica (vedi Hanspeter Kriesi) e nei rami della sociologia politica (Mancur Olson, Hirschmann, Olivier Fillieule). I principali temi della scienza politica sono: la politica comparata, la politica internazionale, le forme di governo, i sistemi elettorali, i partiti politici, la democrazia nei paesi in via di sviluppo. Alcuni politologi, come Giovanni Sartori, Gianfranco Pasquino (il quale è stato anche senatore), Ilvo Diamanti, Angelo Panebianco sono noti come editorialisti e opinionisti. Altri come Gianfranco Miglio, conclusa la carriera accademica hanno tentato di tradurre in pratica le loro idee impegnandosi direttamente nella lotta politica.
La partecipazione attiva alla lotta politica da parte dei politologi pone qualche problema rispetto alla libertà dai valori di questa scienza sociale (secondo un'espressione coniata da Max Weber). Infatti la scienza della politica, avendo come oggetto la politica stessa, può marcare la sua differenza rispetto alla mera elaborazione ideologica soltanto se la comunità dei politologi si mantiene neutrale rispetto alla lotta politica che, nelle intenzioni, dovrebbe rimanere mero oggetto di descrizione e spiegazione scientifica. Naturalmente, la neutralità non implica che ciascun scienziato della politica non abbia preferenze politiche. Da questo punto di vista è necessario distinguere gli interventi che alcuni di loro fanno nei quotidiani, dalle loro elaborazioni scientifiche contenute in articoli pubblicati all'interno di riviste specializzate e/o volumi scientifici. Inoltre, è necessario diffidare quando l'accusa di parzialità proviene dalle parti politiche in competizione.

## Descrizione

### Elementi fondamentali
Le caratteristiche fondamentali della disciplina sono – giusta l'opinione di Norberto Bobbio – tre:
- il principio di verificazione o di falsificazione come criterio di validità dei risultati prodotti;[9]
- il ricorso a metodologie razionali tramite cui fornire spiegazioni causali del fenomeno studiato;[9]
- la sua avalutatività, ossia l'astensione dell'esprimere giudizi di valore.[9] Infatti la scienza politica è autonoma dalla morale e prescinde dalla religione. Questo scisma si verificò nella seconda metà del XIX secolo, durante il consolidamento della filosofia positivista, rappresentando un momento determinante nella formazione delle scienze sociali.[2]

### Rapporti con altre discipline
La scienza della politica, secondo alcuni studiosi, andrebbe tenuta distinta dalla sociologia politica; secondo altri, come Maurice Duverger, coincide con essa. In Italia spesso si parla di scienze politiche al plurale per indicare l'insieme delle scienze sociali utilizzate per studiare i fenomeni politici; esistono infatti tradizionalmente corsi di laurea in Scienze politiche, in cui si studiano la scienza politica ma anche le discipline giuspubblicistiche, la filosofia politica, la storia delle istituzioni politiche, la storia delle dottrine politiche, l'economia politica e materie precipue del singolo corso o curriculum.
Quanto alle caratteristiche che differenziano la scienza politica dalla filosofia politica, la natura teoretica di quest’ultima per Bobbio è consistente in «ogni ricerca rivolta non già a descrivere e a comprendere quello che è ma a delineare e quindi a prescrivere quello che deve essere».